# Anagnorisis
Anagnorisis (griechisch ἀναγνώρισις ‚Wiedererkennung‘, Betonung auf dem „o“) bezeichnet in der griechischen und römischen Literatur den Umstand, dass sich zwei Personen wiedererkennen.
Besonders häufig ist die Anagnorisis in der Tragödie (und dort vor allem bei Euripides), doch gibt es solche Szenen auch schon im Homerischen Epos (so z. B. in der Odyssee, als Odysseus von seiner Amme Eurykleia wiedererkannt wird und schließlich von seiner Gattin Penelope). Oft haben sich die Beteiligten jahrelang nicht gesehen, was das anfängliche Nichterkennen glaubhaft macht. Die Wiedererkennung gelingt schließlich durch bestimmte Erkennungszeichen (gr. gnōrísmata), in der Iphigenie bei den Taurern z. B. erkennt Iphigenie Orestes an einem Brief. Die Wiedererkennung geschieht bisweilen an entscheidenden Stellen des Dramas und bewirkt dann eine Peripetie (einen Umschwung der Handlung). So ist Iphigenie kurz davor, Orestes zu töten, bevor sie ihn erkennt; danach flieht sie mit ihm zusammen nach Hause.
Auch in der Komödie wird die Anagnorisis verwendet, so bei Plautus z. B. in den Menaechmi (wo Zwillinge nach der Geburt an verschiedenen Orten aufgezogen werden, ohne von der Existenz des jeweils anderen zu wissen; einer findet den anderen nach vielfachen komischen Verwechslungen wieder) und im Poenulus (in dem zwei karthagische Mädchen verkauft und von ihrem sie suchenden Vater als Hetären eines Kupplers wiedererkannt werden).

## Anagnorisis bei Aristoteles
Nach der Poetik des Aristoteles (Kap. 11) ist die Anagnorisis eines der drei Grundelemente (gr. mérē „Teile“) der komplizierten (wörtl. verflochtenen) Handlung (gr. mŷthos peplegménos) neben Peripetie und schwerem Leid (páthos). Er definiert sie als Umschlag von Unkenntnis in Kenntnis (gr. ex agnoías eis gnôsin metabolḗ). Aristoteles fasst demnach den Begriff weiter und versteht darunter auch das Wiedererkennen von Gegenständen sowie die Erkenntnis, dass jemand etwas getan hat oder nicht getan hat. Auch Ödipus’ Einsicht, dass er selbst der Mörder seines Vaters war (in Sophokles’ König Ödipus), sieht Aristoteles als Anagnorisis an. Am besten sei die Anagnorisis von Personen, insbesondere, wenn sie gemeinsam mit der Peripetie eintrete wie im König Ödipus. So könne sie am meisten Furcht und Mitleid erregen.
Die Anagnorisis ist auch in der neuen Komödie beliebt; dort dient sie dazu, eine verwickelte Handlung letztlich zu einem guten Ende zu führen (z. B. in den Epitrepontes Menanders).

## Spätere Beispiele
Auch in späterer Literatur und im Film wird das Motiv der Anagnorisis gelegentlich verwendet. Molière verwendet das Motiv der Wiedererkennung in einigen seiner Komödien, um einem Liebespaar die ersehnte Hochzeit zu ermöglichen, beispielsweise in Die Schule der Frauen, Der Geizige und in Scapins Streiche.
In Stanley Kubricks Film Clockwork Orange wird die Hauptfigur Alex von seinem früheren Opfer anhand seines Pfeifens als der Mörder seiner Frau wiedererkannt. Dies ist der Schlüsselmoment des Films.